# وافورد هایتس (کالیفرنیا)
وافورد هایتس (به انگلیسی: Wofford Heights) یک منطقهٔ مسکونی در ایالات متحده آمریکا است که در شهرستان کرن، کالیفرنیا واقع شده‌است. وافورد هایتس ۱۵٫۶۸۹ کیلومتر مربع مساحت و ۲٬۲۰۰ نفر جمعیت دارد و ۸۱۸ متر بالاتر از سطح دریا واقع شده‌است.